# Abbaye d'Engelthal
L’abbaye Notre-Dame d'Engelthal (littéralement de la Vallée de l'Ange) est une abbaye allemande de religieuses bénédictines fondée en 1268. Elle se trouve dans la commune d'Altenstadt, dans l'ancienne Vettéravie, aujourd'hui en Hesse. Les religieuses appartenaient à la congrégation de Beuron au sein de la confédération bénédictine

## Historique
C'est en 1268 qu'a été fondé par les chevaliers de Buches et les bourgeois de Friedberg un monastère de religieuses cisterciennes. La communauté cistercienne venait du monastère d'Arnsburg, fondé en 1173 près de Lich. Les religieuses doivent fuir pendant la Guerre de Trente Ans en 1622 et le monastère est presque entièrement détruit. Il est reconstruit en style baroque entre 1666 et 1750.
Les vingt-quatre religieuses doivent se disperser en 1803, après le recès d'Empire inspiré des lois napoléoniennes et le monastère est sécularisé et confisqué.

## Seconde fondation
Le diocèse de Mayence fait l'acquisition du domaine en 1961 et installe des bénédictines de l'Adoration perpétuelle du Très Saint Sacrement, venant de l'abbaye de Herstelle. Le monastère devient abbaye en 1965 et fait partie de la congrégation de Beuron.
Les Sœurs reçoivent pour des retraites spirituelles et vivent d'artisanat monastique et de restauration d'objets sacrés et de peintures.

## Abbesses
- Diethild Eickhoff 1965-1986
- Gabrielle Cosack 1989-2002
- Elisabeth Kralemann 2003-